# 年料雑器
年料雑器（ねんりょうざっき）とは、律令制において尾張・長門両国より中央に貢納させた陶器。特に緑釉陶器を指す場合がある。

## 概要
古代の日本では、釉薬は高度な技術であり、国家の管理下にあったと考えられている。特に大陸の影響を受けて緑釉陶器が平安貴族たちの間で愛されており、畿内に設置された官工房では生産が追いつかず、猿投窯などがあり、当時日本国内を代表する陶器の産地であった尾張国と、緑釉の原料となる鉛と銅の産地であった長門国には、その貢納が求められた。従って、年料雑器として集められた陶器も国府直属の工房で製作され、そのための原料調達などの必要経費は正税から捻出された。
延喜式には、大椀（径9.5寸）・中椀（径7寸）・小椀（径6寸）・花盤（径5.5寸）・花形塩杯（径3寸）などの規格が定められていた。